# Ødsted
Ødsted er en by i Sydjylland med 1.536 indbyggere  (2024). Ødsted er beliggende tre kilometer sydvest for Jerlev, 11 kilometer sydvest for Vejle og ni kilometer nordøst for Egtved. Byen tilhører Vejle Kommune og er beliggende i Region Syddanmark.
I byen er der børnehave, skole, SFO, idrætshal, boldbaner, dagligvarebutik, tankstation, kro og pizzeria, samt kirke tilhørende Ødsted Sogn.